# 斯維塔諾克 (科列茨區)
50°37′18″N 26°48′50″E / 50.62167°N 26.81389°E
斯維塔諾克（烏克蘭語：Світанок），是烏克蘭西北部的村莊，隸屬里夫內州的里夫內區。該村始建於1445年，面積3.13平方公里，2001年人口826，人口密度每平方公里264人。